# Elezioni dell'Assemblea degli Esperti del 1998
Le elezioni dell'Assemblea degli Esperti del 1998 si sono tenute il 23 ottobre. 

## Risultati
Alle votazioni hanno preso parte 17.857.869 cittadini, segnando un'affluenza del 46,3%. Su 396 candidati registrati, 167 (pari al 36,86%) sono stati ammessi dal Consiglio dei Guardiani della Costituzione. 
Secondo Fars News Agency, i risultati sono stati i seguenti:
| Liste                                                                | Seggi |
| -------------------------------------------------------------------- | ----- |
| Associazione dei Chierici Militanti                                  | 49    |
| Kargozaran                                                           | 12    |
| Candidature congiunte Associazione dei Chierici Militanti/Kargozaran | 20    |
| Indipendenti                                                         | 5     |
| Totale                                                               | 86    |

Secondo Ali Afshari la composizione dell'Assemblea era:
| Fazione                                  | Seggi |
| ---------------------------------------- | ----- |
| Principalisti                            | 65%   |
| Riformisti                               | 19%   |
| Indipendenti                             | 8%    |
| Alleanza di Ali Akbar Hashemi Rafsanjani | 5%    |
| Destra radicale e fondamentalisti        | 3%    |